# Bamar (motorfiets)
Bamar is een historisch Duits merk van motorfietsen.
De bedrijfsnaam was: Fahrzeugwerke Barth & Co., Marburg an der Lahn.
Barth & Co. was een van de honderden Duitse bedrijfjes die in 1923 motorfietsen gingen produceren. Zoals bijna alle andere merken gebruikte men inbouwmotoren van andere merken, waarbij "Bamar" de klanten veel keuze bood. Men kon kiezen uit 149- en 198cc-motoren van DKW, Alba, Gruhn en Baumi.
In 1925 verdwenen meer dan 150 van deze merken weer van de markt, waaronder Bamar.